# Slag bij Warschau
De Slag bij Warschau vond plaats tussen 28 en 30 juli 1656 tijdens de Tweede Noordse Oorlog tussen de coalitie van Zweden en Brandenburg-Pruisen en het Pools-Litouwse Gemenebest. Volgens historicus Hajo Holborn markeerde deze slag het beginpunt van de militaire geschiedenis van Pruisen.

## Aanloop
Na het gesloten bondgenootschap tussen het Keizerrijk Rusland en de kozakken van Bohdan Chmelnytsky zagen de Zweden zich genoodzaakt om ook de oorlog aan het Pools-Litouwse Gemenebest te verklaren en het land binnen te vallen. De Zweedse invasie kwam bekend te staan als de Zweedse Zondvloed. Ondanks het aanvankelijke succes van de Zweedse invasie keerde in 1656 het tij in het voordeel van de Polen. Het Zweedse leger van Karel X Gustaaf van Zweden leed een paar gevoelige nederlagen en door zijn benarde positie sloot hij op 25 juni 1656 een militair bondgenootschap met Brandenburg-Pruisen.
Jan II Casimir van Polen stak eind juli met zijn leger de rivier de Wisła over met de intentie om langs de rechteroever naar het Zweedse kamp te marcheren. Hij stuurde hetman Stefan Czarniecki met 2.000 man langs de linkeroever om een eventuele tegenaanval aan die zijde van de rivier te voorkomen.

## Slag
Op 28 juli marcheerde Karel X op zijn beurt de rechteroever af om het Pools-Litouwse leger het hoofd te bieden, maar de Poolse infanterie was ingegraven langs de rivieroever waardoor ze moeilijk verdreven konden worden. De volgende dag stuurde Karel X zijn leger door het bos van Białołęka (Neder-Silezië) waarbij zijn infanterie afgeschermd werd door zijn cavalerie. Hij consolideerde daar zijn positie voor de huzaren van Aleksander Polbinski in de aanval over gingen. De 800 Poolse huzaren reden in op de Zweedse reiters en wisten de eerste linie te doorbreken en ook de tweede binnen te dringen. De tweede linie slaagde er wel in om de Poolse aanval af te slaan.
De Zweden en de Pruisen behielden hun positie na deze gevechten en Jan II Casimir beschouwde de slag als verloren en begon met de terugtrekking over de enige brug van Wisła. De volgende dag trokken de geallieerden op over het open veld. De Pools-Litouwse cavalerie ontvluchtte in zowel noordelijke als zuidelijke richting van de Wisła.

## Nasleep
Voor de tweede keer in twaalf maanden tijd verliet Jan II Casimir zijn hoofdstad Warschau en op 10 augustus werd Radom door de Zweden ingenomen. Frederik Willem I van Brandenburg had verder geen intenties meer om de strijd voort te zetten omdat hij Wielkopolska had kunnen bezetten. Zijn leger vormde de helft van het leger dat bij Warschau had gevochten en hierdoor kon Karel X nog moeilijk zijn militaire campagne voortzetten en trok hij zich terug naar Koninklijk Pruisen.